# Mississippi
Mississippi este unul dintre statele sudice ale Statelor Unite ale Americii, care a devenit cel de-al douăzecilea stat al Uniunii la 10 decembrie 1817.  Numele statului provine de la numele fluviului Mississippi, care curge de-a lungul graniței vestice a statului.  Numele Mississippi, care semnifică "râu/fluviu mare", provine fie din limba Ojibwe, una din limbile nativilor americani, sau dintr-una din limbile apropiate acesteia, Limba Algonquian.  Numele de alint ale statului sunt Magnolia State (Statul magnoliei) sau Hospitality State (Statul ospitalității). Până în 1860, Mississippi era cel mai mare stat producător de bumbac al națiunii, iar sclavii reprezentau 55% din populația statului. Până la Marea Migrație din anii 1930, afro-americanii reprezentau o majoritate a populației Mississippi. În 2020, 37,6% din populația Mississippi era afro-americană, cel mai mare procent din orice stat. Mississippi a fost locul multor evenimente proeminente în timpul mișcării pentru drepturile civile, inclusiv revolta Ole Miss din 1962 de către studenți albi care se opuneau desegregării, asasinarea lui Medgar Evers în 1963 și asasinarea a trei activiști care lucrau la drepturile de vot în 1964 în vara libertății. Mississippi ocupă adesea un loc scăzut în rândul statelor din SUA în ceea ce privește măsurile de sănătate, educație și dezvoltare, în timp ce ocupă locul înalt în măsurarea sărăciei. Industriile economice de top din Mississippi astăzi sunt agricultura și silvicultură. Mississippi produce mai mult de jumătate din somnul crescut în fermă a țării și este, de asemenea, un producător de top de cartofi dulci, bumbac și lemn pentru celuloză. Alte domenii economice principale din Mississippi sunt producția avansată, utilitățile, transportul și serviciile de sănătate.

## Geografie
Mississippi se află aproape în întregime în câmpia de coastă a Golfului și, în general, constă din câmpii de câmpie și dealuri joase. Restul de nord-vest a statului este format din Delta Mississippi, o secțiune a Câmpiei aluvionare Mississippi. Cel mai înalt punct al Mississippi este Muntele Woodall, la 807 picioare (246 m) deasupra nivelului mării, adiacent Platoului Cumberland; cel mai jos este Golful Mexic. Mississippi are o clasificare a climatului subtropical umed.
Mississippi se mărginește la nord cu Tennessee, la est cu Alabama, la sud cu Louisiana și o coastă îngustă pe Golful Mexic; iar la vest, peste râul Mississippi, de Louisiana și Arkansas.
Pe lângă râul Mississippi, râurile majore din acest stat sunt râul Big Black, râul Pearl, râul Yazoo, râul Pascagoula și râul Tombigbee. Lacurile majore sunt Ross Barnett, Arkabutla, Sardis și Grenada, cel mai mare fiind Lacul Sardis.
Mississippi este compus în întregime din zone joase, cel mai înalt punct fiind Muntele Woodall, la 807 ft (246 m) deasupra nivelului mării, în partea de nord-est a statului. Cel mai jos punct este nivelul mării de pe coasta Golfului. Altitudinea medie a statului este de 300 ft (91 m) deasupra nivelului mării.
Cea mai mare parte a Mississippi face parte din Câmpia de coastă a Golfului de Est. Câmpia de coastă este în general compusă din dealuri joase, cum ar fi Pine Hills în sud și North Central Hills. Creasta Pontotoc și dealurile Fall Line din nord-est au altitudini ceva mai mari. Solul de loess galben-brun se găsește în părțile de vest ale statului. Nord-estul este o regiune de teritoriu fertil de pământ negru, o geologie care se extinde în Centura Neagră din Alabama.
Linia de coastă are golfuri mari la Bay St. Louis, Biloxi și Pascagoula. Este separată de Golful Mexic propriu-zis de râul Mississippi, care este parțial adăpostit de Insula Petit Bois, Insula Horn, Insulele Navale de Est și Vest, Insula Deer, Insula Round și Insula Cat. Restul de nord-vest a statului este format din Delta Mississippi, o secțiune a Câmpiei aluvionare Mississippi. Câmpia este îngustă în sud și se lărgește la nord de Vicksburg. Regiunea are un sol bogat, parțial format din nămol care a fost depus în mod regulat de apele de inundații ale râului Mississippi.
În Delta Mississippi, așezările și câmpurile agricole de nativi americani au fost dezvoltate pe diguri naturale, terenuri mai înalte în apropierea râurilor. Nativii americani au dezvoltat câmpuri întinse în apropierea satelor lor permanente. Împreună cu alte practici, au creat unele defrișări localizate, dar nu au modificat ecologia Deltei Mississippi în ansamblu.
După mii de ani, culturile succesive ale erelor culturii Woodland și Mississippian au dezvoltat societăți agricole bogate și complexe, în care surplusul a susținut dezvoltarea meseriilor specializate. Ambele au fost culturi de constructori de movile. Cele din cultura Mississippian au fost cele mai mari și mai complexe, construite începând cu aproximativ 950 d.Hr. Popoarele aveau o rețea comercială care se întindea pe continent, de la Marile Lacuri până la Coasta Golfului. Lucrările lor mari de pământ, care și-au exprimat cosmologia conceptelor politice și religioase, sunt încă în picioare în văile râurilor Mississippi și Ohio.

Satul Choctaw lângă Chefuncte, de Francois Bernard, 1869, Muzeul Peabody — Universitatea Harvard. Femeile pregătesc vopsea pentru a colora fâșii de trestie pentru a face coșuri.
Triburile de nativi americani descendenți din cultura Mississippian din sud-est sunt Chickasaw și Choctaw. Alte triburi care au locuit pe teritoriul Mississippi (și ale căror nume au fost onorate de coloniștii din orașele locale) sunt Natchez, Yazoo și Biloxi.
Prima expediție europeană majoră pe teritoriul care a devenit Mississippi a fost cea a exploratorului spaniol, Hernando de Soto, care a trecut prin partea de nord-est a statului în 1540, în a doua sa expediție în Lumea Nouă.

## Demografie

### 2010
Populația totală a statului în 2010: 2,967,297
Structura rasială în conformitate cu recensământul din 2010:
- 59.1% Albi (1,754,684)
- 37.0% Negri (1,098,385)
- 0.5% Americani Nativi (15,030)
- 0.9% Asiatici (25,742)
- 0.0% Hawaieni Nativi sau locuitori ai Insulelor Pacificului (1,187)
- 1.1% Două sau mai multe rase (34,107)
- 1.4% Altă rasă (38,162)
- 2.7% Hispanici sau Latino (de orice rasă) (81,481)

## Economie
Biroul de Analiză Economică estimează că produsul de stat total al Mississippi în 2010 a fost de 98 de miliarde de dolari.  Creșterea PIB-ului a fost de 0,5% în 2015 și este estimată a fi de 2,4 în 2016, potrivit dr. Darrin Webb, economistul șef al statului, care a remarcat că va avea doi ani consecutivi de creștere pozitivă de la recesiune. Venitul personal pe cap de locuitor în 2006 a fost de 26.908 USD, cel mai mic venit personal pe cap de locuitor din orice stat, dar statul are, de asemenea, cele mai mici costuri de trai ale națiunii. Datele din 2015 înregistrează venitul personal ajustat pe cap de locuitor la 40.105 USD.  Mississippienii se clasează în mod constant drept unul dintre cele mai mari contribuții caritabile pe cap de locuitor. 
La 56%, statul are una dintre cele mai scăzute rate de participare a forței de muncă din țară. Aproximativ 70.000 de adulți sunt cu dizabilități, ceea ce reprezintă 10% din forța de muncă.

Poziția lui Mississippi ca unul dintre cele mai sărace state este legată de dependența sa de agricultura de bumbac înainte și după războiul civil, dezvoltarea târzie a zonelor de frontieră din Delta Mississippi, dezastrele naturale repetate ale inundațiilor de la sfârșitul secolului al XIX-lea și începutul secolului al XX-lea care au necesitat un volum masiv. investiții de capital în diguri, și scurgerea și drenarea zonelor de jos și dezvoltarea lentă a căilor ferate pentru a lega orașele de pe fund și orașele fluviale. În plus, când democrații au recâștigat controlul asupra legislaturii statului, au adoptat constituția din 1890 care a descurajat dezvoltarea industrială corporativă în favoarea agriculturii rurale, o moștenire care ar încetini progresul statului ani de zile.

### Oameni faimoși originari din statul Mississippi (Mississippians)
Mississippi este statul natal al unui important număr de persoane notabile și importante.  Astfel, se pot enumera autorii William Faulkner și Eudora Welty, muzicianul Elvis Presley, muzicienii blues B.B. King, Muddy Waters și Robert Johnson, romancierul John Grisham, realizatorii de televiziune Oprah Winfrey și Jim Henson, autorul Richard Wright, actorul Morgan Freeman, dramaturgul Tennessee Williams, cântăreții de muzică rap, cântărețul David Banner, formația de punk metal The Cooters, cântărețul de operă Leontyne Price, atleții Brett Favre, Jerry Rice, Archie Manning, Walter Payton și Roy Oswalt, respectiv cântăreții de muzică country Jimmie Rodgers, Tammy Wynette, LeAnn Rimes și Faith Hill. 
- Vedeți și Listă de oameni din Mississippi